# Barak 8
Barak 8 ( hebraico : בָּרָק , lit. "relâmpago"), também conhecido como LR-SAM ou como MR-SAM,  é um míssil terra-ar indo-israelense, projetado para se defender contra qualquer tipo de ameaça aérea, incluindo aeronaves, helicópteros, mísseis antinavio e VANTs, bem como mísseis balísticos,  mísseis de cruzeiro e jatos de combate.  Existem variantes marítimas e terrestres do sistema.

## Origem
O Barak 8 é vagamente baseado no míssil Barak 1 original e deve apresentar um buscador mais avançado, juntamente com extensões de alcance que o aproximarão de sistemas navais de médio alcance, como o RIM-162 ESSM ou mesmo o SM-2 Standard . Israel testou com sucesso o míssil Barak II melhorado em 30 de julho de 2009. O sistema de radar oferece cobertura de 360 graus e os mísseis podem derrubar um míssil que chega a uma distância de até 500 metros do navio. Cada sistema Barak (contêiner de mísseis, radar, computadores e instalação) custa cerca de US$ 24 milhões.  Em novembro de 2009, Israel assinou um contrato de US$ 1,1 bilhão para fornecer um sistema de defesa aérea tático Barak 8 atualizado para a Índia. Em maio de 2017, a Índia fez um pedido de US$ 630 milhões para quatro navios da Marinha Indiana.  Em setembro de 2018, a MDL e a GRSE concederam à Bharat Electronics Limited um contrato de US$ 1,28 bilhão para fornecer sete sistemas de defesa aérea Barak-8 para fragatas da classe Projeto 17A . Em outubro de 2018, a Bharat Electronics Limited assinou um acordo de US$ 777 milhões com a Israel Aerospace Industries para ajudar a cumprir o pedido do Barak-8.  Paralelamente ao Barak-8, a IAI concluiu o desenvolvimento e está fabricando o sistema Barak MX, que amplia o Barak em um sistema de defesa aérea de várias camadas, empregando lançadores inteligentes unificados que transportam interceptores de curto, médio e alcance estendido. O Smart Launcher suporta arquitetura de implantação flexível para aplicações terrestres e navais. Ao contrário do sistema Barak-8, os interceptores e sensores foram desenvolvidos exclusivamente pela IAI para atender a requisitos específicos de clientes nacionais e estrangeiros. 

## Projeto
O Barak 8 tem um comprimento de cerca de 4,5 metros, um diâmetro de 0,225 metros no corpo do míssil e 0,54 metros na fase de reforço, uma envergadura de 0,94 metros e pesa 275 kg, incluindo uma ogiva de 60 kg que detona na proximidade. O míssil tem velocidade máxima de Mach 3  com um alcance operacional máximo de 70 km,  que foi posteriormente aumentado para ~90 km,  que novamente foi posteriormente aumentado para 100 km.  Barak 8 possui um motor de foguete de pulso duplo, bem como controle vetorial de impulso , e possui altos graus de manobrabilidade no alcance de interceptação do alvo. Um segundo motor é acionado durante a fase terminal, momento em que o buscador de radar ativo é ativado para localizar a pista inimiga. O Barak 8 foi projetado para combater uma ampla variedade de ameaças aéreas, como; mísseis anti-navio, aeronaves, drones VANTs e mísseis supersônicos  Quando acoplado a um moderno sistema de defesa aérea e rastreamento multifuncional de vigilância e radares de orientação, (como o EL/M-2248 MF-STAR AESA a bordo do contratorpedeiro da classe Kolkata ) Barak 8 permite a capacidade de engajar simultaneamente vários alvos durante ataques de saturação.
A Israel Aerospace Industries descreve o Barak 8 como "um avançado sistema de defesa antimísseis e defesa aérea de longo alcance" com suas principais características sendo:
- Longo alcance
- Ligação de dados bidirecional ( banda GPS S )
- Míssil Buscador de Radar Ativo
- Cobertura de 360 graus
- Propulsão sem fumaça
- Controle de vetor de impulso
- Propulsão de pulso duplo
- Lançamento vertical
- Vários compromissos simultâneos
- Míssil antibalístico de defesa pontual

## Variantes

### MRSAM
MRSAM é a configuração terrestre do míssil. Consiste em um sistema de comando e controle, radar de rastreamento, sistemas de mísseis e lançadores móveis. Cada lançador terá oito desses mísseis em duas pilhas e são lançados em uma configuração de vasilha. O sistema também está equipado com um buscador avançado de radiofrequência (RF). 
O Exército Indiano encomendou cinco regimentos desta versão, que consiste em cerca de 40 lançadores e 200 mísseis por ₹ 17.000 crore (US$ 2,2 bilhões). Espera-se que seja implantado até 2023 com as primeiras entregas começando em 2020. Tem um alcance entre 50 km a 70 km. 
Em julho de 2019, o Exército e a Força Aérea da Índia concederam um contrato de US$ 100 milhões para produzir 1.000 MR-SAMs à Kalyani Rafael Advanced Systems (KRAS), uma joint venture entre o Kalyani Group e a Rafael.  Os mísseis são fabricados na fábrica da Kalyani Rafael em Hyderabad , Telangana, e depois enviados para a Bharat Dynamics Limited para integração adicional. A KRAS anunciou que havia iniciado a entrega do primeiro lote de MR-SAMs em 16 de março de 2021. 
Em 23 de novembro de 2020, foi testado com sucesso, um veículo aéreo não tripulado (UAV), Banshee foi atingido com precisão no ar. Toda a trajetória da missão, desde o lançamento até o mergulho no mar, foi monitorada por vários radares e instrumentos eletro-ópticos. 
Em 27 de março de 2022, a DRDO realizou dois testes de MRSAM no ITR Balasore. O teste foi contra o alvo aéreo de alta velocidade a longa distância. O míssil destruiu o alvo em um golpe direto. O primeiro teste foi de média altitude em alvo de longo alcance e o segundo lançamento foi para a capacidade de baixa altitude em alvo de curto alcance.  O teste foi um teste de usuário para o Exército Indiano.

### LRSAM (Barak-8ER)
Uma variante ER (alcance estendido) do Barak 8 está em desenvolvimento, que aumentará o alcance máximo dos mísseis para 150 km. Projetado para engajar várias ameaças além do alcance visual, a assinatura de lançamento baixo Barak-8ER é entendida para manter o mesmo piloto automático/sistema de navegação inercial e orientação de buscador de radar ativo que o Barak-8, embora algumas modificações no software e no superfícies de controle de mísseis são prováveis. O propulsor aumenta o comprimento do míssil no lançamento de seus atuais 4,5 m para quase 6 m, embora o comprimento em voo após o lançamento do propulsor possa ser um pouco menor do que o míssil Barak-8 base, se um TVC não está presente. Acredita-se que o diâmetro do míssil e os vãos das aletas sejam os mesmos do Barak-8 de base. O peso do booster é atualmente desconhecido, embora o peso do míssil após o booster ter sido descartado seja o mesmo da configuração atual do Barak-8.
Levy disse que a capacidade operacional inicial (IOC) para o Barak-8ER será declarada primeiro para a variante naval, seguida pelo COI para a variante terrestre. Ele se recusou a comentar sobre um cliente de lançamento para o Barak-8ER, mas observou que "os clientes existentes do Barak-8 estarão interessados nesta configuração porque oferece capacidade adicional ao seu sistema atual".  O míssil deverá equipar os futuros destróieres classe Visakhapatnam e fragata classe Nilgiri da Marinha Indiana . 
Israel concluiu o teste de um novo interceptor de alcance estendido Barak 8 que pode destruir um alvo a 150 km de distância em 22 de março de 2021. O interceptor de alcance estendido atinge uma altitude de 30 quilômetros (18,6 milhas). “A combinação de vários interceptores em um lançador unificado e a modularidade inerente do sistema Barak fornecem uma resposta ideal para o futuro campo de batalha”, disse o presidente e CEO da IAI, Boaz Levy, em comunicado após o teste. O míssil foi projetado para abater aeronaves, helicópteros, drones, mísseis antinavio, mísseis balísticos e mísseis de cruzeiro.

## Operadores

### Usuarios atuais
- Azerbaijão [11]
- Israel[6]
- Índia[12]
- Marrocos[carece de fontes?]
- Colômbia[carece de fontes?]

### Usuarios potenciais
- Alemanha[carece de fontes?]
- Polónia[carece de fontes?]
- Arábia Saudita[carece de fontes?]
- Emirados Árabes Unidos[carece de fontes?]
- Finlândia[carece de fontes?]